# タイスキ
タイスキ（สุกี้ยากี้スキーヤキー、略称สุกี้スキー）とはタイ王国の料理の一つであり、鍋料理の一つである。

## 概要

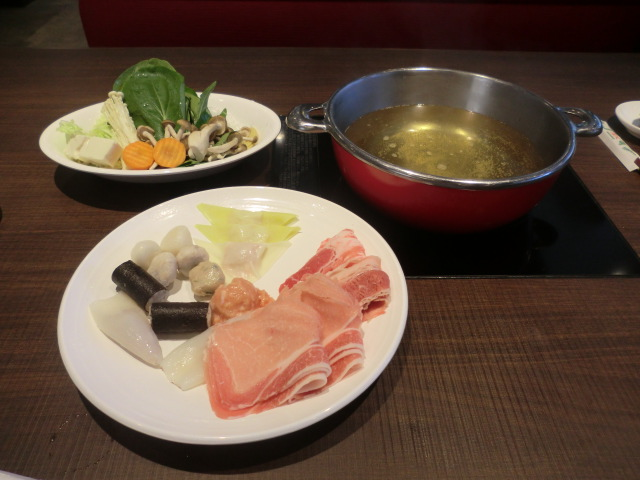
MKレストランのタイスキ

中央に煙突の立ったシャブシャブ鍋もしくは通常の平鍋に湯を沸かし、肉や野菜・海産物・肉団子など一口大に下ごしらえした具を煮て、タレにつけて食べる。タレに各店が工夫をこらし、その店の特徴を決定付けるものとなっている。タレには刻みニンニク、ライムの絞り汁、唐辛子を好みによって入れてもよい。最後はおじやまたは麺類でしめる。一般の食堂で出される他、「MK」、「COCA」など、チェーン展開している専門店も存在する。近年では特殊な鍋を使い、鍋の下の部分では通常のように煮て、上の部分は鉄板として肉や魚介類を焼くスタイルも登場している。

## 歴史
タイスキという名称は日本のすき焼きから借用したもので、1955年にバンコクのレストランが中華風の火鍋を「スキヤキ」という名前で提供したことに由来しているとされる。
これは日本のすき焼きとはまったく異なる料理であったが、タイ国内では「スキ」という略称で定着し、国外ではタイスキと呼ばれるようになった。
タイスキの普及は、1957年に創業したCOCAという広東料理店 の成功によるところが大きい。コカが提供した「スキ」のスタイルはその後の標準となり、MKレストランなどの後続店を生むこととなった。
タイスキは中華料理の火鍋がタイ風にローカライズされたもので、しゃぶしゃぶや寄せ鍋に近い料理である。様々な具を入れて煮込み、具とスープを各自取り分けて食べる。その際は引き上げる為に小さな金網が各人に用意される。

## 類似料理
タイスキ鍋の中央部に盛り上がった鉄板を配置し、焼肉も食べられるようにした料理はムーガタと呼ばれる。